# Boris Numerov
Boris Vassilievitch Numerov (en russe : Бори́с Васи́льевич Ну́меров), né le 29 janvier 1891 à Novgorod et mort en septembre 1941 à Orel est un astronome et géophysicien soviétique. Membre correspondant de l'Académie des sciences d'URSS depuis 1929. Il est l'auteur de la méthode pour résoudre les équations différentielles du second ordre linéaire appelée la méthode Numerov (en).

## Biographie
Boris Numerov fait ses études à l'université impériale de Saint-Pétersbourg en 1909-1913 et après l'obtention de son diplôme reste travailler à l'université. Professeur de l'Université de Léningrad en 1917-1936, professeur de l'École des mines de Saint-Pétersbourg depuis 1923. Parallèlement, il collabore avec l'observatoire de Poulkovo, et avec l'observatoire de l'université de Léningrad. 
Président de la Société russe d'astronomie en 1922-1925. Directeur de l'observatoire central de géophysique en 1926-1927. Directeur de l'Institut d'Astronomie (Saint-Pétersbourg) en 1924-1936. Sous sa direction y fut créé en 1929 le département spécialisé dans la conception d'instruments de précision tel le premier télescope avec le miroir de 13 pouces pour l'observatoire d'Abastuman en Géorgie. Directeur de l'Observatoire de géophysique principal Voeïkov en 1926-1927. Chef de section des mathématiques appliquées du Centre optique Vavilov de Saint-Pétersbourg en 1931-1933.
En 1936, il rend visite à son collègue américain Wallace John Eckert (en).
Dans la nuit du 21 eu 22 octobre 1936, il est arrêté dans une vague d'arrestations connue sous le nom d'affaire Poulkovo. Condamné pour l'espionnage à dix ans de prison sans droit au courrier le 25 mai 1937. Dans la prison Kresty il finit ses trois derniers manuscrits consacrés aux planètes géantes, à la déclinaison et à l'appareil de mesure pour l'astronomie.
Incarcéré dans la prison d'Orel, il est exécuté dans la forêt de Medvedev lorsque les troupes allemandes approchent la ville. La date exacte de sa mort n'est pas consignée. Il sera officiellement réhabilité en 1957 à l'époque de la déstalinisation.
L'astéroïde de la ceinture principale (1206) Numerowia, découvert le 18 octobre 1931 par Karl Wilhelm Reinmuth est nommé en son honneur ce qui peut être parmi les raisons de son arrestation.
Le nom de Numerov est attribuée à un cratère d'impact sur la face cachée de la Lune par l'Union astronomique internationale en 1970.